# Rogelio Cuéllar
Rogelio Cuéllar (Ciudad de México, 1950) es un fotógrafo tradicional mexicano que utiliza principalmente técnicas en blanco y negro. Se inició en la fotografía en 1967 a los 17 años; entre su trabajo destaca la fotografía de desnudos masculinos y femeninos, fotografía de retrato de célebres creadores de arte y la fotografía de autor.
La editora María Luisa Passarge y el investigador Jaime Moreno Villarreal lo describen como "un amante apasionado del arte y de los artistas" debido a su carácter de coleccionista.
Hacia el año 1970 formó parte del equipo de la revista Sucesos, dirigida por Gustavo Alatriste
Los últimos treinta años se ha dedicado principalmente al retrato de creadores contemporáneos de México y otros países, que se desenvuelven en las disciplinas de literatura, artes plásticas, teatro y música. Recientemente ha integrado un acervo de negativos que retratan a más de mil personajes nacidos durante el siglo XX, entre 1900 y 1980.
En la fotografía de autor que trabaja, acostumbra destacar la atención en el paisaje humano, tanto en atmósferas urbanas como rurales, en diferentes estados de la República Mexicana. Respecto al desnudo fotográfico que realiza, lo puede desarrollar ya sea en estudio o en exteriores con luz natural, y es lo que más ha expuesto, cerca de 300 fotografías se han expuesto en diferentes exposiciones individuales y colectivas dentro y fuera del país.
Casi toda la fotografía que realiza es en blanco y negro, usando una técnica en la que controla todas las fases del proceso en forma personal. Se incluye dentro de los fotógrafos tradicionales, pues desarrolla sus ámbitos de interés en forma cotidiana, involucrándose en todos los procesos: tomas fotográficas, revelado, clasificación, edición, amplificado e impresión en técnicas de laboratorio en cuarto oscuro. Todo eso es lo que lo caracteriza como creador.
Está por publicar el libro El rostro de la plástica, que se sumará a El rostro de las letras, trabajo que realizó en 2014.

## Reconocimientos
Para conmemorar el cumpleaños número 70 del fotógrafo, la Lotería Nacional le dedicó el billete de su sorteo especial 245, realizado el 30 de junio del 2021. El evento estaba pensando originalmente para el 2020, pero se pospuso por la pandemia de Covid-19. La imagen que aparece en el billete es una fotografía de Cuéllar tomada por Passarge.